# 헤이든 패든
헤이든 패든(Hayden Paddon, 1987년 4월 20일 ~ )는 뉴질랜드의 자동차 경주 선수이다. 2016년 래리 아르헨티나에서 첫 우승을 차지했다.

## WRC 승리
| # | 랠리            | 년     | 코 드라이버 | 자동         |
| - | --------------- | ------ | ----------- | ------------ |
| 1 | 아르헨티나 랠리 | 2016년 | 존 케나드   | 현대 i20 WRC |